# ميغيل ألفريدو غونزاليس
ميغيل ألفريدو غونزاليس هو لاعب كرة قاعدة كوبي، ولد في 23 سبتمبر 1986 في هافانا في كوبا، وتوفي بنفس المكان في 24 نوفمبر 2017 بسبب حادث مرور.

## وصلات خارجية
- ميغيل ألفريدو غونزاليس على موقع دوري كرة القاعدة الرئيسي (الإنجليزية)
- ميغيل ألفريدو غونزاليس على موقعبيزبول رفرنس.كوم (الدوري الرئيسي) (الإنجليزية)
- ميغيل ألفريدو غونزاليس على موقعبيزبول رفرنس.كوم (الدوري الثانوي) (الإنجليزية)
- ميغيل ألفريدو غونزاليس على موقع إي إس بي إن.كوم (أم.أل.بي) (الإنجليزية)
- ميغيل ألفريدو غونزاليس على موقع مشجعي الرسوم البيانية (الإنجليزية)